# Кіоселія-Руса
Кіосе́лія-Ру́са (Руська Кіоселія, рум. Chioselia Rusă) — село в Комратського округу Гагаузії Молдови, утворює окрему комуну.
Населення утворюють в основному молдовани — 266 осіб, живуть також українці — 202, гагаузи — 185, болгари  — 51, росіяни — 23, румуни — 4, цигани — 2.